# Klášter Montmartre
Klášter Montmartre (francouzsky Abbaye de Montmartre) bylo ženské benediktinské opatství na Montmartru v Paříži. Klášter založil francouzský král Ludvík VI. a byl zrušen během Velké francouzské revoluce a následně zbořen. Dochoval se pouze kostel Saint-Pierre de Montmartre. Po zdejších abatyších bylo pojmenováno náměstí Place des Abbesses.

## Historie
Královské opatství pro benediktinky založil Ludvík VI. se svou manželkou Adélou Savojskou v letech 1133–1134 v prostoru, které dříve spravovalo převorství Saint-Martin-des-Champs. Klášteru na Montmartru byla darována zemědělská půda v okolí, vesnička, kostel Saint-Pierre de Montmartre, starověké pohřebiště na svahu a malá kaple zasvěcená mučedníkovi sv. Diviši. Budovy se zahradami, vinicemi a sady tvořily asi 13 ha. Konvent se skládal z abatyše a asi pětapadesáti jeptišek včetně laických sester. Adéla Savojská se stala první abatyší kláštera.
V roce 1559 byl klášter těžce poškozen požárem.
V roce 1611 zde byla objevena podzemní krypta s několika vyrytými nápisy, o které panovaly domněnky, že se jedná o místo umučení sv. Diviše.
Klášter byl uzavřen v roce 1790 a roku 1794 prodán a zbořen. Zůstal pouze klášterní kostel.

## Seznam abatyší
- 1134–1137 Adèlaïde de Savoie
- 1137–1153 Christine de Courtebrone
- 1153–1179 Adèle
- 1179–1195 Élisabeth
- 1195–1207 G…
- 1207–1216 Édeline
- 1216–1239 Hélisende I.
- 1239–1247 Pétronille I.
- 1247–1260 Agnès I.
- 1260–1264 Émeline
- 1264–1270 Hélisende II.
- 1270–1280 Mahaut de Fresnay, její náhrobek se nachází v kostele
- 1280–1284 Alix
- 1284–1299 Adeline d'Ancilly
- 1299–1305 Philippa de Clérambault
- 1305–1317 Ada de Mincy
- 1317–1328 Jeanne I. de Repenti
- 1328–1330 Jeanne II. de Valengoujard
- 1330–1376 Jeanne III. de Mortéri
- 1376–1377 Isabelle de Rieux
- 1377–1384 Rothberge de Nantilly
- 1384–1398 Isabelle de Rieux
- 1398–1429 Jeanne IV. du Coudray
- 1429–1436 Simone d'Herville
- 1436–1462 Agnès II. des Jardins
- 1462–1481 Pétronille II. de La Harasse
- 1481–1503 Marguerite I. Langlois
- 1503–1510 Marie I. Cornu
- 1510–1515 Martine du Moulin
- 1515–1518 Claude I. Mayelle
- 1518–1526 Antoinette Auger
- 1526–1532 Catherine I. de Charran
- 1532–1540 Antoinette Auger
- 1540–1541 Jeanne V. Lelièvre
- 1541–1542 Marie II. Cathin
- 1542–1548 Marguerite II. de Havard de Sénantes
- 1548–1573 Catherine II. de Clermont
- 1573–1590 Claude II. de Beauvilliers de Saint-Aignan
- 1590–1598 Catherine III. de Havard de Sénantes
- 1598–1657 Marie-Catherine de Beauvilliers de Saint-Aignan
- 1657–1682 Françoise-Renée de Lorraine
- 1682–1699 Marie-Anne de Lorraine-Harcourt
- 1699–1717 Marie III. Éléonore Gigault de Bellefonds
- 1717–1727 Marguerite III. de Rochechouart de Montpipeau
- 1727–1735 Louise-Émilie de La Tour d'Auvergne
- 1735–1760 Catherine IV. de La Rochefoucauld de Cousage
- 1760–1790 Marie-Louise de Montmorency-Laval, popravená roku 1794